# Youngor Group
Youngor Group Company Limited — китайская компания, специализирующаяся на производстве и розничной продаже текстиля и одежды под брендами Youngor, Youngor & Space, Mayor, CEO, Hart Schaffner Marx, GY, HANP и Youngor Lady. Основана в 1979 году в Нинбо, в 1998 году была зарегистрирована на Шанхайской фондовой бирже. Компанию возглавляет миллиардер Ли Жучэн.

## История
В 1979 году в Нинбо была создана фабрика молодежной одежды, в 1982 году директором фабрики стал Ли Жучэн. В 1983 году фабрика создала свой первый бренд Beilun Port, в 1990 году создала совместное предприятие и запустила торговую марку Youngor. В 1992 году компания начала операции с недвижимостью, а в 1993 году запустила инвестиционный бизнес. В 1998 году Youngor Group Company Limited была зарегистрирована на Шанхайской фондовой бирже. В 2001 году было завершено строительство International Garment City — крупнейшей базы по производству одежды в Китае.
В 2004 году в Нинбо был построен комплекс по производству тканей Youngor Textile City. В 2007 году Youngor Group поглотила Xinma Group (Гонконг) с её брендом рубашек CEO и вышла на международный рынок; в 2008 году создала финансовую компанию Kaishi Investment Management (Шанхай); в 2009 году — компанию Youngor Garments Holding; в 2010 году — оператора недвижимости Youngor Property Holding и текстильную компанию Youngor Wool Textile (Шэнчжоу).
В декабре 2024 года консорциум во главе с Youngor Group (Youngor Fashion) договорился с Alibaba Group о покупке за 1 млрд долларов США розничной компании Intime Department Store, которая управляет сетью универмагов под брендами Intime, Yintai и inPARK.

## Деятельность
Youngor Group производит ткани, мужские костюмы, брюки, рубашки, галстуки, повседневную одежду (футболки, майки) и пальто; управляет сетью магазинов; оказывает транспортные, финансовые и консалтинговые услуги. Строительное подразделение группы возводит жилые и коммерческие здания в Нинбо, Ханчжоу, Шанхае, Сучжоу, Ланьчжоу и провинции Юньнань. Кроме того, Youngor Group владеет пакетами акций Sunrise Garment Group (33,4 %), Bank of Ningbo (9,28 %), Boqian New Materials (4,11 %) и Ficont Industry (4,06 %), а также управляет зоопарком в Нинбо.
Торговая сеть Youngor Group насчитывает несколько тысяч собственных и франчайзинговых магазинов во всех крупных городах Китая. Среди собственных брендов группы выделяются Youngor, Mayor, CEO, Hart Schaffner Marx, GY, HANP и Youngor Lady. Также Youngor Group продвигает на китайском рынке норвежский бренд спортивной одежды Helly Hansen, американский бренд уличной одежды Undefeated и элитный бренд одежды для гольфа S+G. По итогам 2021 года основная выручка пришлась на недвижимость (47,1 %), одежду (42,8 %), текстиль (6,8 %) и туризм (1,3 %).
Производство костюмов сосредоточено в Youngor Apparel City (Нинбо), производство конопляной ткани — в Ухани. Главным научно-исследовательским центром является Исследовательский институт текстильных материалов Youngor. Дочерняя компания Youngor Real Estate Holdings развивает жилые и торговые комплексы, управляет отелями и больницами.
Youngor Textile Holdings через свои дочерние компании Youngor Wool Textile (Шэнчжоу), Ningbo HANP Biotechnology и Wuhan HANP производит шерстяные, хлопчатобумажные и конопляные ткани. China Base Ningbo Group (CBNB) занимается внешней торговлей, логистикой, сбытом автомобилей, поставками химической продукции и металлов.

## Акционеры
Основными акционерами Youngor Group являются Ли Жучэн (39,1 %), Kunlun Trust (10,5 %), China Securities Finance (5,5 %), Хуа Яоцзянь (2,17 %), Huatai PineBridge Fund Management (1,08 %), Shenzhen Kindness Industry (1,03 %) и China Southern Asset Management (0,42 %).

## Галерея

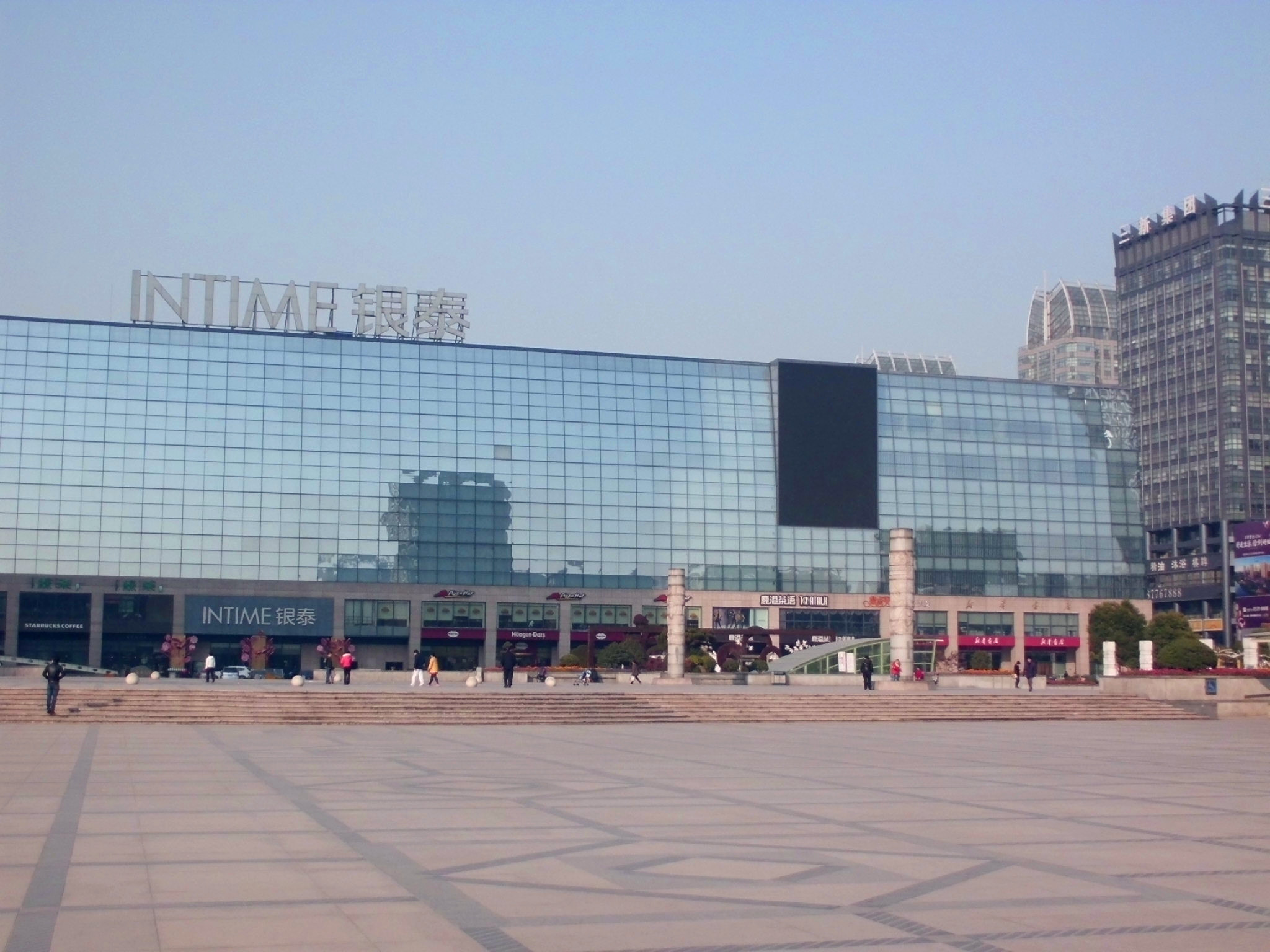
Intime в Ханчжоу
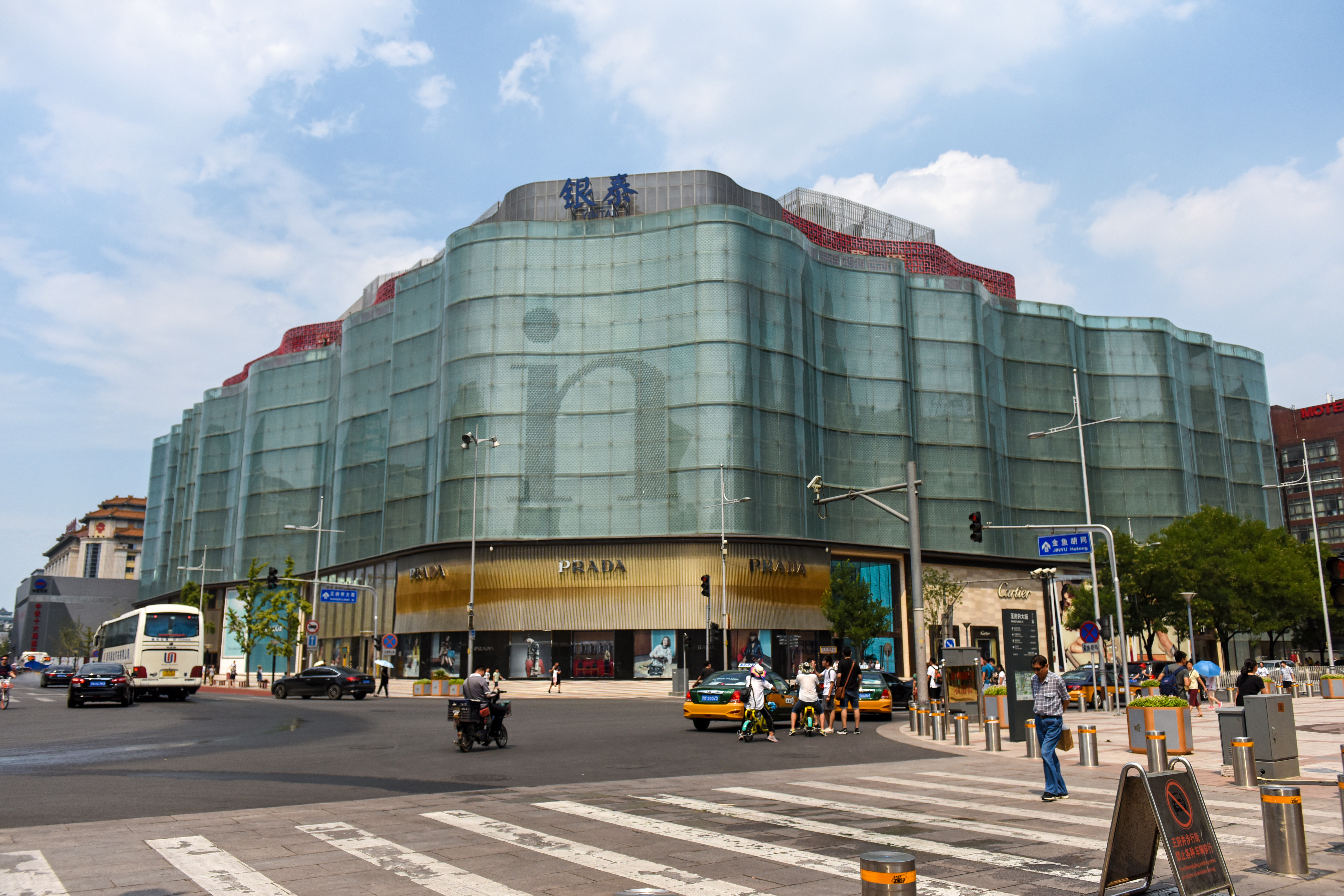
Intime в Пекине
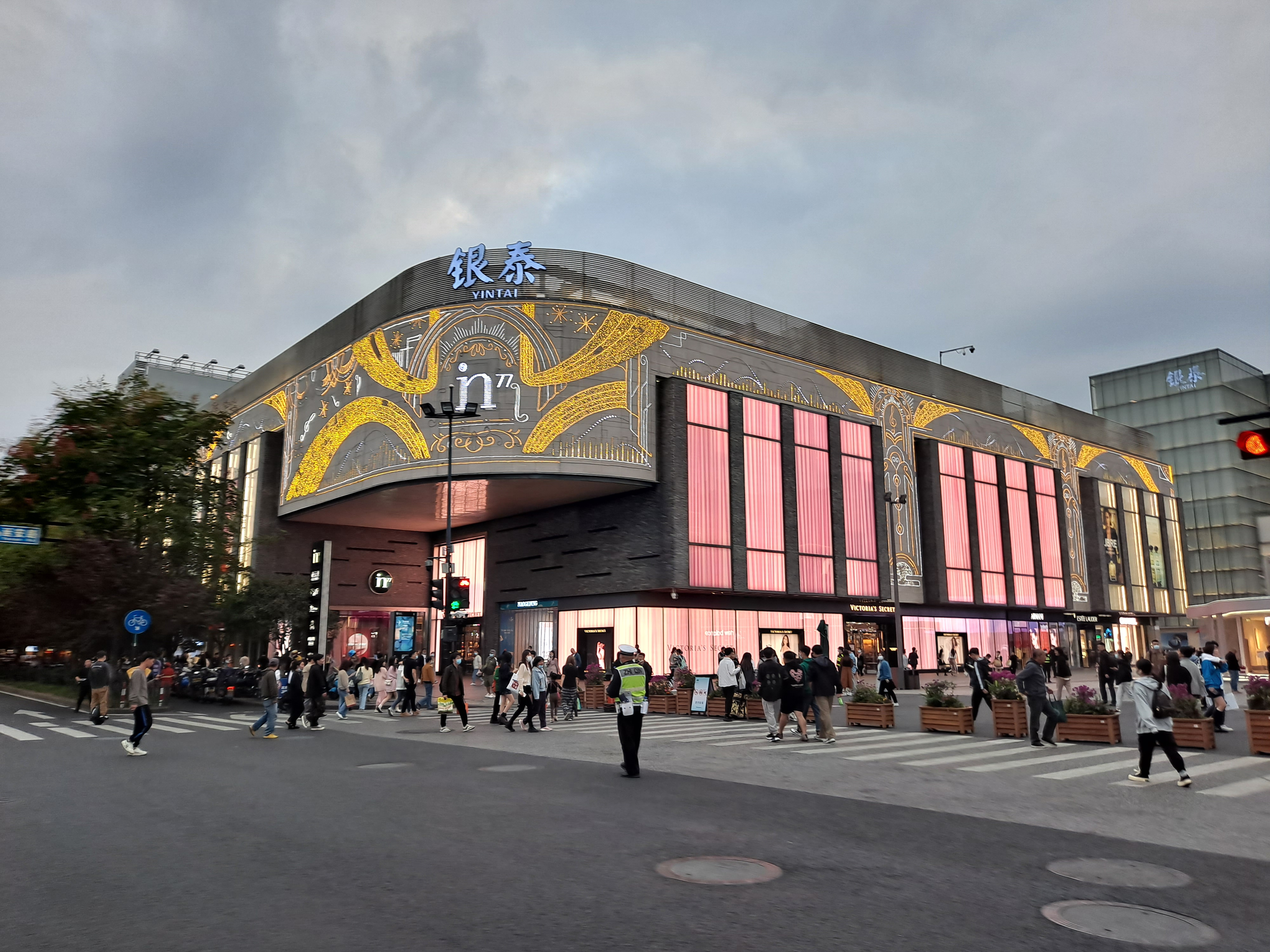
Intime в Ханчжоу
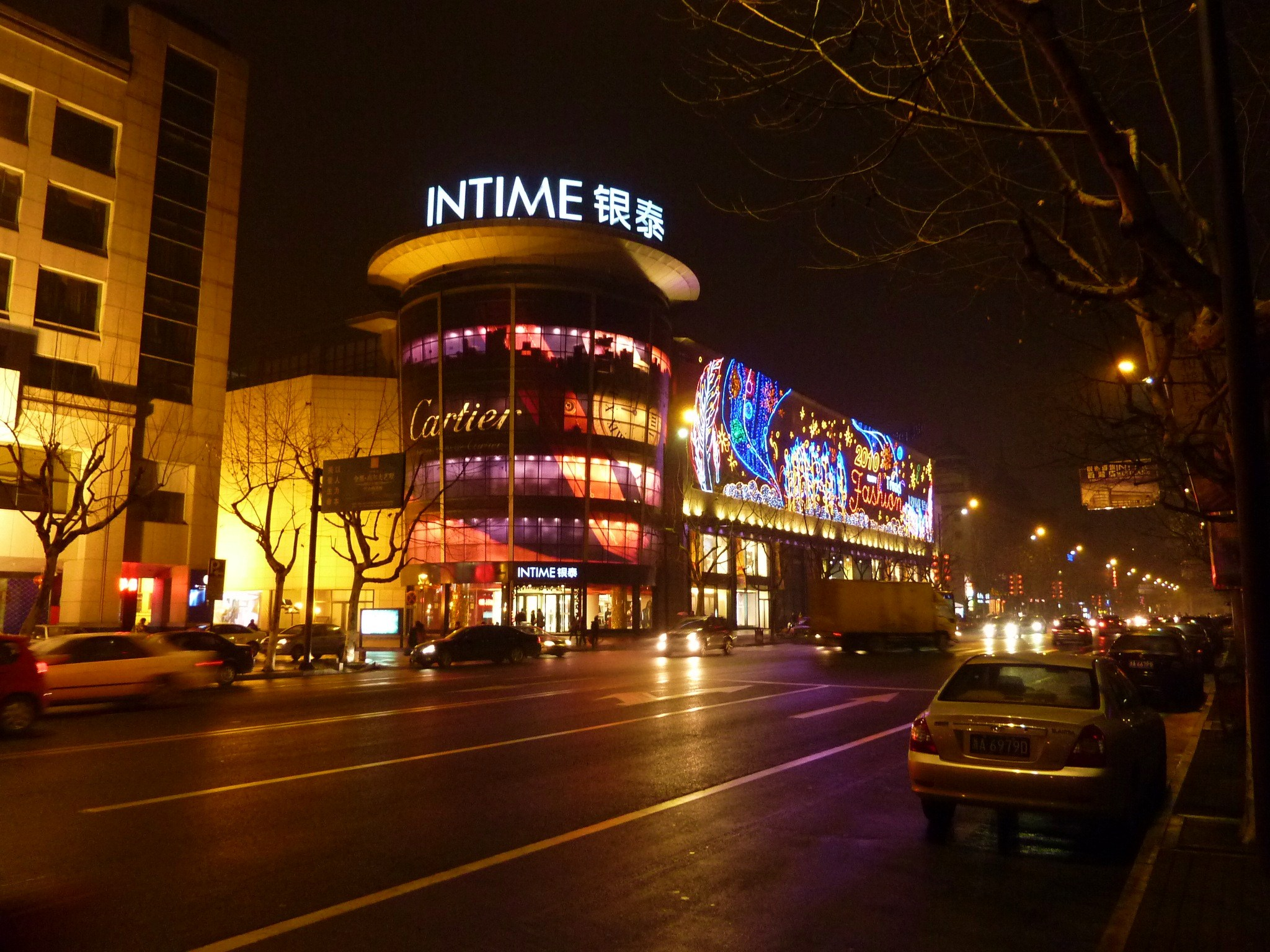
Intime в Ханчжоу
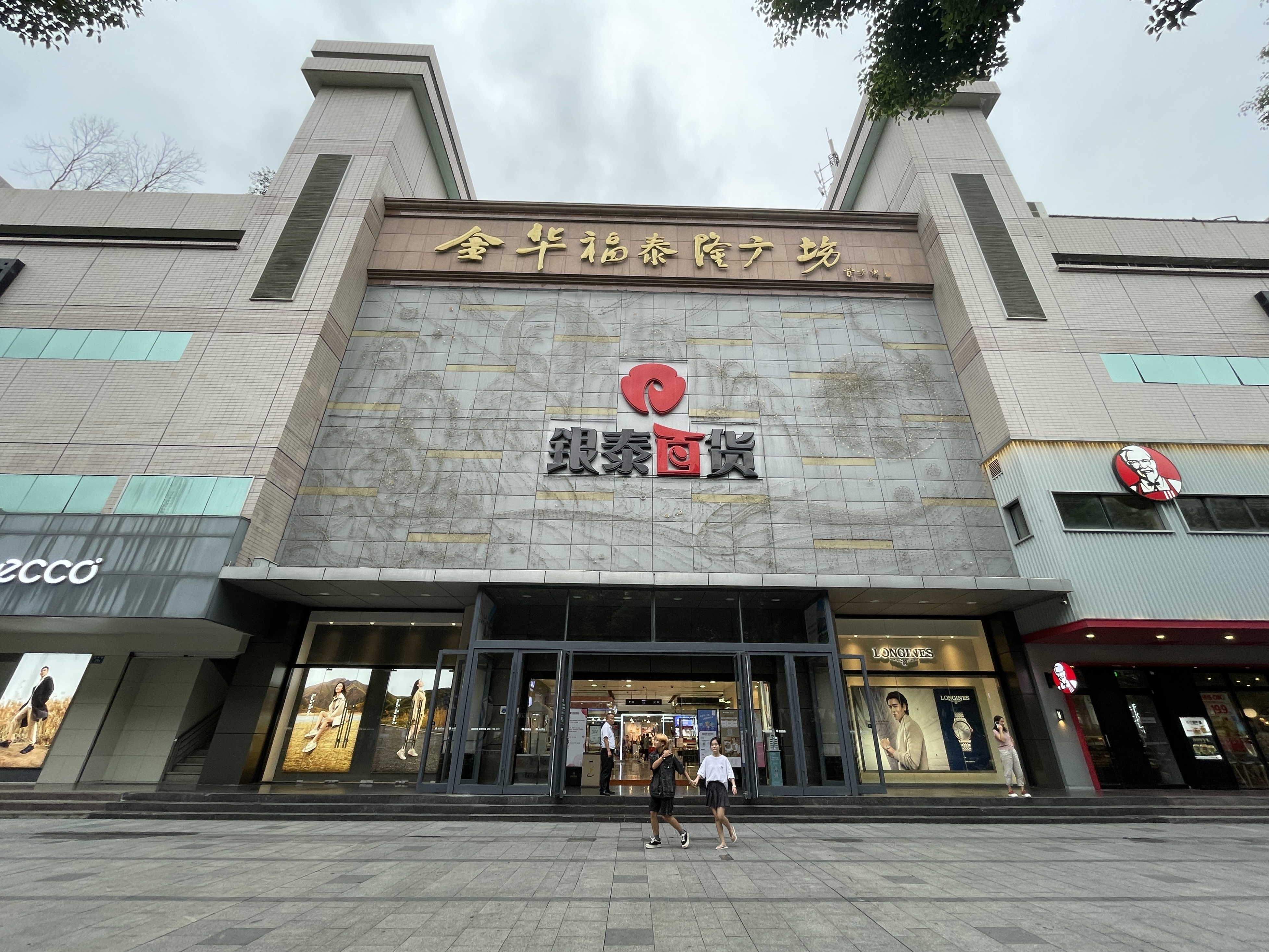
Intime в Цзиньхуа
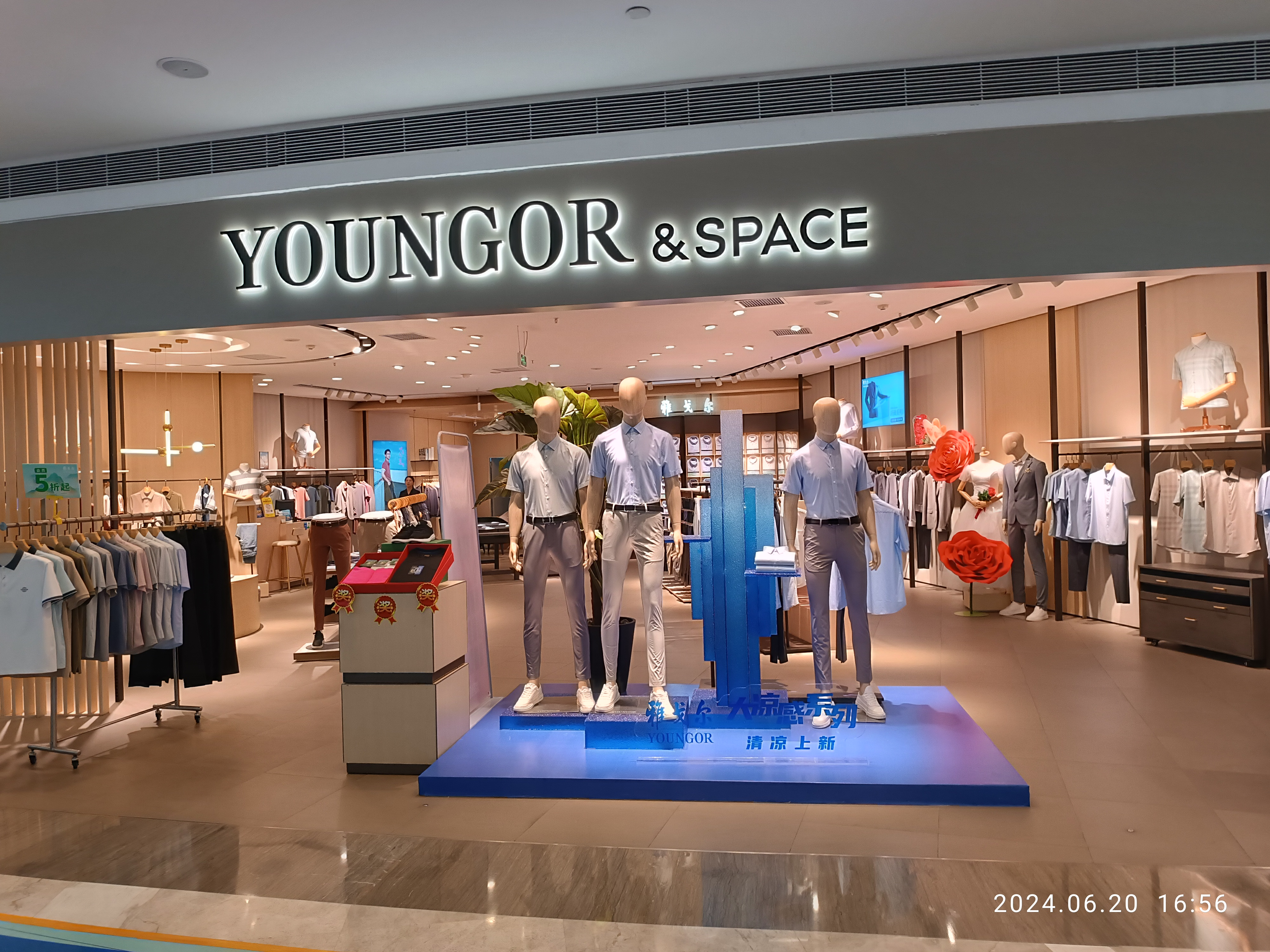
Youngor в Шэньчжэне